# Interlands Moldavisch voetbalelftal 1991-1999
Deze pagina toont een gedetailleerd overzicht van de interlands die het Moldavisch voetbalelftal speelde in de periode 1991 – 1999.

## Interlands

### 1991
|                                                 |                                           |       |                                                                                             |                                                                                          |
| 2 juli Vriendschappelijk № 1 «onderlinge duels» | Moldavië                                  | 2 – 4 | Georgië                                                                                     | Stadionul Republican, Chisinau Toeschouwers: 7.000 Scheidsrechter: Aleksandr Gorin (MDA) |
| 2 juli Vriendschappelijk № 1 «onderlinge duels» | Alexandru Spiridon 27' Gheorghe Harea 50' |       | 5' Temoeri Ketsbaia 13' Georgi Daraselia 79' Micheil Dzjisjkariani 88' Micheil Kavelasjvili | Stadionul Republican, Chisinau Toeschouwers: 7.000 Scheidsrechter: Aleksandr Gorin (MDA) |

### 1992
|                                                                   |                       |       |                   |                                                                                    |
| 20 mei Vriendschappelijk № 2 «onderlinge duels» 19:00 uur (UTC+3) | Moldavië              | 1 – 1 | Litouwen          | Stadionul Republican, Chisinau Toeschouwers: 8.000 Scheidsrechter: Degteriov (UKR) |
| 20 mei Vriendschappelijk № 2 «onderlinge duels» 19:00 uur (UTC+3) | Serghei Alexandrov 5' |       | 78' Tomas Ramelis | Stadionul Republican, Chisinau Toeschouwers: 8.000 Scheidsrechter: Degteriov (UKR) |

|                                          | |       |          |                                                                                        |
| 18 augustus Jordanië Voetbaltoernooi № 3 | Moldavië | 5 – 0 | Pakistan | Amman Internationaal Stadion, Amman Toeschouwers: 15.000 Scheidsrechter: Tameeni (JOR) |
| 18 augustus Jordanië Voetbaltoernooi № 3 | Alexei Scala 25' Serghei Alexandrov 50' Serghei Alexandrov 55' (pen.) Serghei Alexandrov 70' Serghei Alexandrov 75' |       |          | Amman Internationaal Stadion, Amman Toeschouwers: 15.000 Scheidsrechter: Tameeni (JOR) |

|                                          |                                       |       |                  |                                                                                   |
| 20 augustus Jordanië Voetbaltoernooi № 4 | Moldavië                              | 2 – 1 | Soedan           | Amman Internationaal Stadion, Amman Toeschouwers: 10.100 Scheidsrechter: onbekend |
| 20 augustus Jordanië Voetbaltoernooi № 4 | Alexandru Spiridon 15' Igor Oprea 70' |       | 60' (pen.) Nejmi | Amman Internationaal Stadion, Amman Toeschouwers: 10.100 Scheidsrechter: onbekend |

|                                          |                   |       |          |                                                                                   |
| 22 augustus Jordanië Voetbaltoernooi № 5 | Jordanië          | 1 – 0 | Moldavië | Amman Internationaal Stadion, Amman Toeschouwers: 30.000 Scheidsrechter: onbekend |
| 22 augustus Jordanië Voetbaltoernooi № 5 | Jerias Tadrus 85' |       |          | Amman Internationaal Stadion, Amman Toeschouwers: 30.000 Scheidsrechter: onbekend |

|                                          |                 |       |          |                                                                                      |
| 26 augustus Jordanië Voetbaltoernooi № 6 | Irak            | 1 – 0 | Moldavië | Amman Internationaal Stadion, Amman Toeschouwers: 35.000 Scheidsrechter: Okaid (JOR) |
| 26 augustus Jordanië Voetbaltoernooi № 6 | Habib Jafar 20' |       |          | Amman Internationaal Stadion, Amman Toeschouwers: 35.000 Scheidsrechter: Okaid (JOR) |

|                                          |                   |       |                                                       |                                                                                   |
| 28 augustus Jordanië Voetbaltoernooi № 7 | Congo-Brazzaville | 1 – 3 | Moldavië                                              | Amman Internationaal Stadion, Amman Toeschouwers: 18.000 Scheidsrechter: onbekend |
| 28 augustus Jordanië Voetbaltoernooi № 7 | ?                 |       | 30' Iurie Miterev 59' Iurie Miterev 70' Iurie Miterev | Amman Internationaal Stadion, Amman Toeschouwers: 18.000 Scheidsrechter: onbekend |

|                                                     |         |       |          |                                                                                 |
| 14 oktober Vriendschappelijk № 8 «onderlinge duels» | Armenië | 0 – 0 | Moldavië | Hrazdanstadion, Jerevan Toeschouwers: 4.500 Scheidsrechter: Pogos Baliyan (ARM) |
| 14 oktober Vriendschappelijk № 8 «onderlinge duels» |         |       |          | Hrazdanstadion, Jerevan Toeschouwers: 4.500 Scheidsrechter: Pogos Baliyan (ARM) |

### 1993
|                                                            |             |                     |          |                                                                   |
| 12 mei Vriendschappelijk Officieus duel «onderlinge duels» | Wit-Rusland | 0 – 1               | Moldavië | Dinamostadion, Minsk Toeschouwers: 7.000 Scheidsrechter: onbekend |
| 12 mei Vriendschappelijk Officieus duel «onderlinge duels» |             | 23' Ion Testemițanu |          | Dinamostadion, Minsk Toeschouwers: 7.000 Scheidsrechter: onbekend |

### 1994
|                                                                    |                  |       |                           |                                                                                    |
| 16 april Vriendschappelijk № 9 «onderlinge duels» 19:30 uur (UTC−) | Verenigde Staten | 1 – 1 | Moldavië                  | Wolfson Park, Jacksonville Toeschouwers: 6.103 Scheidsrechter: Joshua Patlak (USA) |
| 16 april Vriendschappelijk № 9 «onderlinge duels» 19:30 uur (UTC−) | Mike Sorber 47'  |       | 85' (pen.) Vladimir Kosse | Wolfson Park, Jacksonville Toeschouwers: 6.103 Scheidsrechter: Joshua Patlak (USA) |

|                                                                     |                                                   |       |          |                                                                                        |
| 20 april Vriendschappelijk № 10 «onderlinge duels» 19:00 uur (UTC−) | Verenigde Staten                                  | 3 – 0 | Moldavië | Richardson Field, Davidson Toeschouwers: 4.790 Scheidsrechter: Boulos Zimmermann (USA) |
| 20 april Vriendschappelijk № 10 «onderlinge duels» 19:00 uur (UTC−) | Frank Klopas 3' Mike Lapper 40' Claudio Reyna 59' |       |          | Richardson Field, Davidson Toeschouwers: 4.790 Scheidsrechter: Boulos Zimmermann (USA) |

|                                                       |                                             |       |                     |                                                                                       |
| 2 september Vriendschappelijk № 11 «onderlinge duels» | Moldavië                                    | 2 – 1 | Azerbeidzjan        | Stadionul Republican, Chisinau Toeschouwers: 300 Scheidsrechter: Anatolii Ianeţ (MDA) |
| 2 september Vriendschappelijk № 11 «onderlinge duels» | Serghei Cleșcenco 10' Serghei Cleșcenco 41' |       | 83' Samir Alekperov | Stadionul Republican, Chisinau Toeschouwers: 300 Scheidsrechter: Anatolii Ianeţ (MDA) |

|                                                                            |         |                |          |                                                                               |
| 7 september EK 1996 kwalificatie № 12 «onderlinge duels» 19:30 uur (UTC+4) | Georgië | 0 – 1          | Moldavië | Dinamostadion, Tbilisi Toeschouwers: 40.000 Scheidsrechter: Ahmet Çakar (TUR) |
| 7 september EK 1996 kwalificatie № 12 «onderlinge duels» 19:30 uur (UTC+4) |         | 40' Igor Oprea |          | Dinamostadion, Tbilisi Toeschouwers: 40.000 Scheidsrechter: Ahmet Çakar (TUR) |

|                                                                           |                                                          |       |                                |                                                                                      |
| 12 oktober EK 1996 kwalificatie № 13 «onderlinge duels» 19:00 uur (UTC+2) | Moldavië                                                 | 3 – 2 | Wales                          | Stadionul Republican, Chisinau Toeschouwers: 18.000 Scheidsrechter: István Vad (HUN) |
| 12 oktober EK 1996 kwalificatie № 13 «onderlinge duels» 19:00 uur (UTC+2) | Serghei Belous 8' Serghei Secu 20' Valeriu Pogorelov 78' |       | 6' Gary Speed 70' Nathan Blake | Stadionul Republican, Chisinau Toeschouwers: 18.000 Scheidsrechter: István Vad (HUN) |

|                                                                            |                                                                                        |       |                       |                                                                                     |
| 16 november EK 1996 kwalificatie № 14 «onderlinge duels» 18:00 uur (UTC+2) | Bulgarije                                                                              | 4 – 1 | Moldavië              | Vasil Levskistadion, Sofia Toeschouwers: 50.000 Scheidsrechter: Denis McArdle (NIR) |
| 16 november EK 1996 kwalificatie № 14 «onderlinge duels» 18:00 uur (UTC+2) | Christo Stoitsjkov 45' Krasimir Balakov 64' Christo Stoitsjkov 85' Emil Kostadinov 87' |       | 59' Serghei Cleșcenco | Vasil Levskistadion, Sofia Toeschouwers: 50.000 Scheidsrechter: Denis McArdle (NIR) |

|                                                                            |          |                                                         |           |                                                                                         |
| 14 december EK 1996 kwalificatie № 15 «onderlinge duels» 19:00 uur (UTC+2) | Moldavië | 0 – 3                                                   | Duitsland | Stadionul Republican, Chisinau Toeschouwers: 20.000 Scheidsrechter: Jef van Vliet (NED) |
| 14 december EK 1996 kwalificatie № 15 «onderlinge duels» 19:00 uur (UTC+2) |          | 7' Ulf Kirsten 38' Jürgen Klinsmann 72' Lothar Matthäus |           | Stadionul Republican, Chisinau Toeschouwers: 20.000 Scheidsrechter: Jef van Vliet (NED) |

### 1995
|                                                                         |                                                      |       |          |                                                                                |
| 29 maart EK 1996 kwalificatie № 16 «onderlinge duels» 15:30 uur (UTC+2) | Albanië                                              | 3 – 0 | Moldavië | Qemal Stafastadion, Tirana Toeschouwers: 8.500 Scheidsrechter: Urs Meier (SUI) |
| 29 maart EK 1996 kwalificatie № 16 «onderlinge duels» 15:30 uur (UTC+2) | Sokol Kushta 32' Salvador Kaçaj 43' Sokol Kushta 78' |       |          | Qemal Stafastadion, Tirana Toeschouwers: 8.500 Scheidsrechter: Urs Meier (SUI) |

|                                                                         |          |                                                                    |           |                                                                                       |
| 26 april EK 1996 kwalificatie № 17 «onderlinge duels» 18:00 uur (UTC+3) | Moldavië | 0 – 3                                                              | Bulgarije | Stadionul Republican, Chisinau Toeschouwers: 16.000 Scheidsrechter: Jiří Ulrich (CZE) |
| 26 april EK 1996 kwalificatie № 17 «onderlinge duels» 18:00 uur (UTC+3) |          | 29' Krasimir Balakov 54' Christo Stoitsjkov 67' Christo Stoitsjkov |           | Stadionul Republican, Chisinau Toeschouwers: 16.000 Scheidsrechter: Jiří Ulrich (CZE) |

|                                                                       |                                              |       |                                                |                                                                                          |
| 7 juni EK 1996 kwalificatie № 18 «onderlinge duels» 19:00 uur (UTC+3) | Moldavië                                     | 2 – 3 | Albanië                                        | Stadionul Republican, Chisinau Toeschouwers: 7.000 Scheidsrechter: Léon Schellings (BEL) |
| 7 juni EK 1996 kwalificatie № 18 «onderlinge duels» 19:00 uur (UTC+3) | Alexandru Curtianu 10' Serghei Cleșcenco 15' |       | 8' Sokol Kushta 25' Artan Bellai 71' Rudi Vata | Stadionul Republican, Chisinau Toeschouwers: 7.000 Scheidsrechter: Léon Schellings (BEL) |

|                                                                            |                |       |          |                                                                                         |
| 6 september EK 1996 kwalificatie № 19 «onderlinge duels» 19:30 uur (UTC+1) | Wales          | 1 – 0 | Moldavië | Cardiff Arms Park, Cardiff Toeschouwers: 6.721 Scheidsrechter: Gylfi Thor Orrason (ISL) |
| 6 september EK 1996 kwalificatie № 19 «onderlinge duels» 19:30 uur (UTC+1) | Gary Speed 55' |       |          | Cardiff Arms Park, Cardiff Toeschouwers: 6.721 Scheidsrechter: Gylfi Thor Orrason (ISL) |

|                                                                          | |       |                 |                                                                                |
| 8 oktober EK 1996 kwalificatie № 20 «onderlinge duels» 18:00 uur (UTC+1) | Duitsland | 6 – 1 | Moldavië        | BayArena, Leverkusen Toeschouwers: 18.500 Scheidsrechter: Zygmunt Ziober (POL) |
| 8 oktober EK 1996 kwalificatie № 20 «onderlinge duels» 18:00 uur (UTC+1) | Serghei Stroenco 16' (e.d.) Thomas Helmer 18' Matthias Sammer 23' Andreas Möller 47' Andreas Möller 61' Matthias Sammer 72' |       | 82' Radu Rebeja | BayArena, Leverkusen Toeschouwers: 18.500 Scheidsrechter: Zygmunt Ziober (POL) |

|                                                                            |                                                        |       |                                                 |                                                                                             |
| 15 november EK 1996 kwalificatie № 21 «onderlinge duels» 18:00 uur (UTC+2) | Moldavië                                               | 3 – 2 | Georgië                                         | Stadionul Republican, Chisinau Toeschouwers: 9.000 Scheidsrechter: Mario van der Ende (NED) |
| 15 november EK 1996 kwalificatie № 21 «onderlinge duels» 18:00 uur (UTC+2) | Ion Testemițanu 5' Iurie Miterev 18' Iurie Miterev 73' |       | 28' Davit Dzjanasjia 81' (e.d.) Vitali Culibaba | Stadionul Republican, Chisinau Toeschouwers: 9.000 Scheidsrechter: Mario van der Ende (NED) |

### 1996
|                                                                     |                                            |       |                                             |                                                                                       |
| 9 april Vriendschappelijk № 22 «onderlinge duels» 17:00 uur (UTC+3) | Moldavië                                   | 2 – 2 | Oekraïne                                    | Stadionul Republican, Chisinau Toeschouwers: 7.000 Scheidsrechter: Vadzim Zjoek (BLR) |
| 9 april Vriendschappelijk № 22 «onderlinge duels» 17:00 uur (UTC+3) | Ion Testemițanu 72' Alexandru Popovici 84' |       | 49' Timerlan Guseinov 66' Timerlan Guseinov | Stadionul Republican, Chisinau Toeschouwers: 7.000 Scheidsrechter: Vadzim Zjoek (BLR) |

|                                                                    |                                                            |       |                     |                                                                                      |
| 1 juni Vriendschappelijk № 23 «onderlinge duels» 19:00 uur (UTC+3) | Roemenië                                                   | 3 – 1 | Moldavië            | Ghenceastadion, Boekarest Toeschouwers: 5.000 Scheidsrechter: Vasili Melnichuk (UKR) |
| 1 juni Vriendschappelijk № 23 «onderlinge duels» 19:00 uur (UTC+3) | Dan Petrescu 28' Gheorghe Popescu 36' Gheorghe Popescu 40' |       | 77' Ion Testemițanu | Ghenceastadion, Boekarest Toeschouwers: 5.000 Scheidsrechter: Vasili Melnichuk (UKR) |

|                                                                         |                                                |       |          |                                                                                   |
| 14 augustus Vriendschappelijk № 24 «onderlinge duels» 20:00 uur (UTC+3) | Turkije                                        | 2 – 0 | Moldavië | BJK Inönüstadion, Istanbul Toeschouwers: 7.345 Scheidsrechter: Salem Prolić (BIH) |
| 14 augustus Vriendschappelijk № 24 «onderlinge duels» 20:00 uur (UTC+3) | Saffet Sancaklı 67' Saffet Sancaklı 90' (pen.) |       |          | BJK Inönüstadion, Istanbul Toeschouwers: 7.345 Scheidsrechter: Salem Prolić (BIH) |

|                                                                            |          |                                                     |          |                                                                                     |
| 1 september WK 1998 kwalificatie № 25 «onderlinge duels» 18:00 uur (UTC+3) | Moldavië | 0 – 3                                               | Engeland | Stadionul Republican, Chisinau Toeschouwers: 9.500 Scheidsrechter: Ilkka Koka (FIN) |
| 1 september WK 1998 kwalificatie № 25 «onderlinge duels» 18:00 uur (UTC+3) |          | 24' Nick Barmby 25' Paul Gascoigne 61' Alan Shearer |          | Stadionul Republican, Chisinau Toeschouwers: 9.500 Scheidsrechter: Ilkka Koka (FIN) |

|                                                                          |                        |       |                                                                             |                                                                                        |
| 5 oktober WK 1998 kwalificatie № 26 «onderlinge duels» 21:15 uur (UTC+3) | Moldavië               | 1 – 3 | Italië                                                                      | Stadionul Republican, Chisinau Toeschouwers: 11.085 Scheidsrechter: Gerd Grabner (AUT) |
| 5 oktober WK 1998 kwalificatie № 26 «onderlinge duels» 21:15 uur (UTC+3) | Alexandru Curtianu 12' |       | 8' Fabrizio Ravanelli 69' Pierluigi Casiraghi 87' (pen.) Fabrizio Ravanelli | Stadionul Republican, Chisinau Toeschouwers: 11.085 Scheidsrechter: Gerd Grabner (AUT) |

|                                                      |                |       |                       |                                                                                    |
| 30 oktober Vriendschappelijk № 27 «onderlinge duels» | Indonesië      | 1 – 2 | Moldavië              | Stadio Scherba, Genua Toeschouwers: 500 Scheidsrechter: Massimo Compofierito (ITA) |
| 30 oktober Vriendschappelijk № 27 «onderlinge duels» | Bima Sakti 35' |       | 62' 70' Iurie Miterev | Stadio Scherba, Genua Toeschouwers: 500 Scheidsrechter: Massimo Compofierito (ITA) |

|                                                                            |                                                     |       |                              |                                                                                  |
| 10 november WK 1998 kwalificatie № 28 «onderlinge duels» 20:15 uur (UTC+1) | Polen                                               | 2 – 1 | Moldavië                     | Stadion GKS, Katowice Toeschouwers: 8.000 Scheidsrechter: Sotirios Vorgias (GRE) |
| 10 november WK 1998 kwalificatie № 28 «onderlinge duels» 20:15 uur (UTC+1) | Henryk Bałuszyński 3' Krzysztof Warzycha 77' (pen.) |       | 83' (pen.) Serghei Cleșcenco | Stadion GKS, Katowice Toeschouwers: 8.000 Scheidsrechter: Sotirios Vorgias (GRE) |

### 1997
|                                                                      |                   |       |          |                                                                                 |
| 23 maart Vriendschappelijk № 29 «onderlinge duels» 16:00 uur (UTC+2) | Oekraïne          | 1 – 0 | Moldavië | NSK Olimpiejsky, Kiev Toeschouwers: 2.500 Scheidsrechter: Robert Sedlacek (AUT) |
| 23 maart Vriendschappelijk № 29 «onderlinge duels» 16:00 uur (UTC+2) | Serhij Rebrov 56' |       |          | NSK Olimpiejsky, Kiev Toeschouwers: 2.500 Scheidsrechter: Robert Sedlacek (AUT) |

|                                                                         |                                                           |       |          |                                                                                       |
| 29 maart WK 1998 kwalificatie № 30 «onderlinge duels» 20:45 uur (UTC+1) | Italië                                                    | 3 – 0 | Moldavië | Stadio del Conero, Triëst Toeschouwers: 20.767 Scheidsrechter: Gilles Veissière (FRA) |
| 29 maart WK 1998 kwalificatie № 30 «onderlinge duels» 20:45 uur (UTC+1) | Paolo Maldini 24' Gianfranco Zola 45' Christian Vieri 54' |       |          | Stadio del Conero, Triëst Toeschouwers: 20.767 Scheidsrechter: Gilles Veissière (FRA) |

|                                                                       |                                          |       |          |                                                                                   |
| 7 juni WK 1998 kwalificatie № 31 «onderlinge duels» 19:15 uur (UTC+4) | Georgië                                  | 2 – 0 | Moldavië | Centraalstadion, Batoemi Toeschouwers: 12.500 Scheidsrechter: Charles Agius (MLT) |
| 7 juni WK 1998 kwalificatie № 31 «onderlinge duels» 19:15 uur (UTC+4) | Sjota Arveladze 27' Giorgi Kinkladze 51' |       |          | Centraalstadion, Batoemi Toeschouwers: 12.500 Scheidsrechter: Charles Agius (MLT) |

|                                                                             |                                                        |       |          |                                                                                      |
| 10 september WK 1998 kwalificatie № 32 «onderlinge duels» 20:00 uur (UTC+1) | Engeland                                               | 4 – 0 | Moldavië | Wembley Stadium, Londen Toeschouwers: 74.102 Scheidsrechter: Karl-Erik Nilsson (SWE) |
| 10 september WK 1998 kwalificatie № 32 «onderlinge duels» 20:00 uur (UTC+1) | Paul Scholes 29' Ian Wright 46' 90' Paul Gascoigne 81' |       |          | Wembley Stadium, Londen Toeschouwers: 74.102 Scheidsrechter: Karl-Erik Nilsson (SWE) |

|                                                                             |          |                      |         |                                                                                     |
| 24 september WK 1998 kwalificatie № 33 «onderlinge duels» 19:00 uur (UTC+3) | Moldavië | 0 – 1                | Georgië | Stadionul Republican, Chisinau Toeschouwers: 5.300 Scheidsrechter: Dani Koren (ISR) |
| 24 september WK 1998 kwalificatie № 33 «onderlinge duels» 19:00 uur (UTC+3) |          | 10' Temoeri Ketsbaia |         | Stadionul Republican, Chisinau Toeschouwers: 5.300 Scheidsrechter: Dani Koren (ISR) |

|                                                                          |          |                               |       |                                                                                      |
| 7 oktober WK 1998 kwalificatie № 34 «onderlinge duels» 19:00 uur (UTC+3) | Moldavië | 0 – 3                         | Polen | Stadionul Republican, Chisinau Toeschouwers: 8.000 Scheidsrechter: Metin Tokat (TUR) |
| 7 oktober WK 1998 kwalificatie № 34 «onderlinge duels» 19:00 uur (UTC+3) |          | 23' 55' 60' Andrzej Juskowiak |       | Stadionul Republican, Chisinau Toeschouwers: 8.000 Scheidsrechter: Metin Tokat (TUR) |

### 1998
|                                                    |                    |       |          |                                                                                        |
| 22 maart Vriendschappelijk № 35 «onderlinge duels» | Azerbeidzjan       | 1 – 0 | Moldavië | Tofikh Bakhramovstadion, Bakoe Toeschouwers: 12.000 Scheidsrechter: Asim Khudiev (AZE) |
| 22 maart Vriendschappelijk № 35 «onderlinge duels» | Yunis Huseynov 48' |       |          | Tofikh Bakhramovstadion, Bakoe Toeschouwers: 12.000 Scheidsrechter: Asim Khudiev (AZE) |

|                                                                    |                                                                                                  |       |                  |                                                                                  |
| 6 juni Vriendschappelijk № 36 «onderlinge duels» 20:00 uur (UTC+3) | Roemenië                                                                                         | 5 – 1 | Moldavië         | Ilie Oanăstadion, Ploiești Toeschouwers: 9.000 Scheidsrechter: Zoran Arsić (YUG) |
| 6 juni Vriendschappelijk № 36 «onderlinge duels» 20:00 uur (UTC+3) | Gheorghe Popescu 33' Dan Petrescu 35' Ilie Dumitrescu 49' Viorel Moldovan 74' Radu Niculescu 83' |       | 88' Ivan Tabanov | Ilie Oanăstadion, Ploiești Toeschouwers: 9.000 Scheidsrechter: Zoran Arsić (YUG) |

|                                                       |                         |       |                             |                                                                                                   |
| 16 augustus Vriendschappelijk № 37 «onderlinge duels» | Litouwen                | 1 – 1 | Moldavië                    | S. Dariaus- en S. Girėnostadion, Kaunas Toeschouwers: 1.500 Scheidsrechter: Sergiejus Slyva (LTU) |
| 16 augustus Vriendschappelijk № 37 «onderlinge duels» | Marius Bezykornovas 24' |       | 44' (og) Naglis Miknevičius | S. Dariaus- en S. Girėnostadion, Kaunas Toeschouwers: 1.500 Scheidsrechter: Sergiejus Slyva (LTU) |

|                                                       |         |                       |          |                                                                                               |
| 20 augustus Vriendschappelijk № 38 «onderlinge duels» | Estland | 0 – 1                 | Moldavië | Spordikeskuse staadion, Kohtla-Järve Toeschouwers: 2.500 Scheidsrechter: Oleg Timofeyev (EST) |
| 20 augustus Vriendschappelijk № 38 «onderlinge duels» |         | 68' Serghei Cleșcenco |          | Spordikeskuse staadion, Kohtla-Järve Toeschouwers: 2.500 Scheidsrechter: Oleg Timofeyev (EST) |

|                                                                               |                                                                   |       |                    |                                                                                      |
| 5 september EK-kwalificatie groep 3 № 39 «onderlinge duels» 19:00 uur (UTC+3) | Finland                                                           | 3 – 2 | Moldavië           | Olympisch Stadion, Helsinki Toeschouwers: 18.716 Scheidsrechter: Graham Barber (ENG) |
| 5 september EK-kwalificatie groep 3 № 39 «onderlinge duels» 19:00 uur (UTC+3) | Joonas Kolkka 8' Jonatan Johansson 44' Mika-Matti Paatelainen 63' |       | 10' 12' Igor Oprea | Olympisch Stadion, Helsinki Toeschouwers: 18.716 Scheidsrechter: Graham Barber (ENG) |

|                                                                          |          |       |          |                                                                                  |
| 23 september Vriendschappelijk № 40 «onderlinge duels» 20:30 uur (UTC+3) | Moldavië | 0 – 0 | Roemenië | Stadionul Republican, Chisinau Toeschouwers: 6.000 Scheidsrechter: Antonov (MDA) |
| 23 september Vriendschappelijk № 40 «onderlinge duels» 20:30 uur (UTC+3) |          |       |          | Stadionul Republican, Chisinau Toeschouwers: 6.000 Scheidsrechter: Antonov (MDA) |

|                                                                              |                    |       |                                         |                                                                                               |
| 14 oktober EK-kwalificatie groep 3 № 41 «onderlinge duels» 20:30 uur (UTC+3) | Moldavië           | 1 – 3 | Duitsland                               | Stadionul Republican, Chisinau Toeschouwers: 5.400 Scheidsrechter: Juan Fernández Marín (ESP) |
| 14 oktober EK-kwalificatie groep 3 № 41 «onderlinge duels» 20:30 uur (UTC+3) | Alexandru Guzun 6' |       | 19' 35' Ulf Kirsten 38' Oliver Bierhoff | Stadionul Republican, Chisinau Toeschouwers: 5.400 Scheidsrechter: Juan Fernández Marín (ESP) |

|                                                                             |                                |       |                                               |                                                                                  |
| 18 november EK-kwalificatie groep 3 № 42 «onderlinge duels» 20:00 uur (UTC) | Noord-Ierland                  | 2 – 2 | Moldavië                                      | Windsor Park, Belfast Toeschouwers: 11.142 Scheidsrechter: Vladimír Hriňák (SVK) |
| 18 november EK-kwalificatie groep 3 № 42 «onderlinge duels» 20:00 uur (UTC) | Iain Dowie 49' Neil Lennon 63' |       | 22' Vladimir Gaidamașciuc 56' Ion Testemițanu | Windsor Park, Belfast Toeschouwers: 11.142 Scheidsrechter: Vladimír Hriňák (SVK) |

### 1999
|                                                                      |       |                                            |          |                                                                               |
| 10 maart Vriendschappelijk № 43 «onderlinge duels» 19:30 uur (UTC+1) | Malta | 0 – 2                                      | Moldavië | Ta' Qalistadion, Ta' Qali Toeschouwers: 350 Scheidsrechter: Roland Beck (LIE) |
| 10 maart Vriendschappelijk № 43 «onderlinge duels» 19:30 uur (UTC+1) |       | 74' Serghei Epureanu 87' Alexandru Suharev |          | Ta' Qalistadion, Ta' Qali Toeschouwers: 350 Scheidsrechter: Roland Beck (LIE) |

|                                                                         |                                   |       |          |                                                                                        |
| 27 maart EK 2000 kwalificatie № 44 «onderlinge duels» 19:00 uur (UTC+2) | Turkije                           | 2 – 0 | Moldavië | Ali Sami Yenstadion, Istanbul Toeschouwers: 19.454 Scheidsrechter: Konrad Plautz (AUT) |
| 27 maart EK 2000 kwalificatie № 44 «onderlinge duels» 19:00 uur (UTC+2) | Hakan Şükür 34' Sergen Yalçın 90' |       |          | Ali Sami Yenstadion, Istanbul Toeschouwers: 19.454 Scheidsrechter: Konrad Plautz (AUT) |

|                                                                         |          |       |               |                                                                                        |
| 31 maart EK 2000 kwalificatie № 45 «onderlinge duels» 19:00 uur (UTC+3) | Moldavië | 0 – 0 | Noord-Ierland | Stadionul Republican, Chisinau Toeschouwers: 9.237 Scheidsrechter: Edo Trivković (CRO) |
| 31 maart EK 2000 kwalificatie № 45 «onderlinge duels» 19:00 uur (UTC+3) |          |       |               | Stadionul Republican, Chisinau Toeschouwers: 9.237 Scheidsrechter: Edo Trivković (CRO) |

|                                                                       |                                                                             |       |                        |                                                                                       |
| 4 juni EK 2000 kwalificatie № 46 «onderlinge duels» 20:30 uur (UTC+2) | Duitsland                                                                   | 6 – 1 | Moldavië               | BayArena, Leverkusen Toeschouwers: 21.000 Scheidsrechter: Jorge Manuel Monteiro (POR) |
| 4 juni EK 2000 kwalificatie № 46 «onderlinge duels» 20:30 uur (UTC+2) | Oliver Bierhoff 2' 56' 81' Ulf Kirsten 27' Marco Bode 38' Mehmet Scholl 71' |       | 76' Gheorghe Stratulat | BayArena, Leverkusen Toeschouwers: 21.000 Scheidsrechter: Jorge Manuel Monteiro (POR) |

|                                                                       |          |       |         |                                                                                           |
| 9 juni EK 2000 kwalificatie № 47 «onderlinge duels» 19:00 uur (UTC+3) | Moldavië | 0 – 0 | Finland | Stadionul Republican, Chisinau Toeschouwers: 6.100 Scheidsrechter: Fiorenzo Treossi (ITA) |
| 9 juni EK 2000 kwalificatie № 47 «onderlinge duels» 19:00 uur (UTC+3) |          |       |         | Stadionul Republican, Chisinau Toeschouwers: 6.100 Scheidsrechter: Fiorenzo Treossi (ITA) |

|                                                                         |                  |       |                       |                                                                              |
| 18 augustus Vriendschappelijk № 48 «onderlinge duels» 20:15 uur (UTC+2) | Hongarije        | 1 – 1 | Moldavië              | Üllői Út, Boedapest Toeschouwers: 10.000 Scheidsrechter: Wolfgang Sowa (AUT) |
| 18 augustus Vriendschappelijk № 48 «onderlinge duels» 20:15 uur (UTC+2) | Vilmos Sebők 35' |       | 66' Serghei Cleșcenco | Üllői Út, Boedapest Toeschouwers: 10.000 Scheidsrechter: Wolfgang Sowa (AUT) |

|                                                                            |                     |       |                    |                                                                                              |
| 8 september EK 2000 kwalificatie № 49 «onderlinge duels» 20:30 uur (UTC+3) | Moldavië            | 1 – 1 | Turkije            | Stadionul Republican, Chisinau Toeschouwers: 10.000 Scheidsrechter: Andreas Schluchter (SUI) |
| 8 september EK 2000 kwalificatie № 49 «onderlinge duels» 20:30 uur (UTC+3) | Serghei Epureanu 3' |       | 76' Tayfur Havutçu | Stadionul Republican, Chisinau Toeschouwers: 10.000 Scheidsrechter: Andreas Schluchter (SUI) |

|                                                       |                                                |       |          |                                                                                  |
| 16 december Vriendschappelijk № 50 «onderlinge duels» | Griekenland                                    | 2 – 0 | Moldavië | Alkazar Stadion, Larissa Toeschouwers: 1.500 Scheidsrechter: Orhan Erdemir (TUR) |
| 16 december Vriendschappelijk № 50 «onderlinge duels» | Georgios Georgiadis 61' Kostas Frantzeskos 63' |       |          | Alkazar Stadion, Larissa Toeschouwers: 1.500 Scheidsrechter: Orhan Erdemir (TUR) |

## Spelers
Bijgaand een overzicht van alle spelers die Moldavië vertegenwoordigden in de periode 2 juli 1991 (Georgië) – 16 december 1999 (Griekenland). In dit overzicht zijn ook de officieuze duels opgenomen. In totaal speelde Moldavië vijftig interlands (10 overwinningen, 11 gelijke spelen en 29 nederlagen) in deze periode. Het doelsaldo was –51 (47–98).
| Naam speler           | Geboortedatum     | Interlands | Goals |
| --------------------- | ----------------- | ---------- | ----- |
| Serghei Cleșcenco     | 20 mei 1972       | 39         | 7     |
| Vladimir Gaidamașciuc | 11 juni 1971      | 35         | 1     |
| Serghei Stroenco      | 22 februari 1967  | 34         | 1     |
| Igor Oprea            | 5 oktober 1969    | 32         | 4     |
| Radu Rebeja           | 8 juni 1973       | 32         | 1     |
| Alexandru Curtianu    | 11 februari 1974  | 28         | 2     |
| Serghei Secu          | 28 november 1972  | 27         | 1     |
| Serghei Belous        | 21 november 1971  | 26         | 1     |
| Oleg Fistican         | 1 februari 1975   | 26         |       |
| Ion Testemițanu       | 27 april 1974     | 26         | 4     |
| Serghei Epureanu      | 12 september 1976 | 24         | 2     |
| Vasile Coșelev        | 2 december 1972   | 23         |       |
| Iurie Miterev         | 28 februari 1975  | 22         | 7     |
| Alexandru Guzun       | 29 oktober 1966   | 20         | 1     |
| Serghei Nani          | 10 augustus 1971  | 19         |       |
| Oleg Șișchin          | 7 januari 1975    | 17         |       |
| Alexandru Spiridon    | 20 juli 1960      | 16         | 2     |
| Vitali Culibaba       | 26 januari 1971   | 15         | 1     |
| Alexandru Suharev     | 3 juli 1970       | 15         | 1     |
| Boris Cebotari        | 3 februari 1975   | 13         |       |
| Alexandru Popovici    | 9 april 1977      | 13         | 1     |
| Denis Romanenco       | 18 november 1974  | 14         |       |
| Serghei Kirilov       | 5 juni 1973       | 11         |       |
| Gheorghe Stratulat    | 13 februari 1976  | 12         | 1     |
| Serghei Dinov         | 23 april 1969     | 11         |       |
| Valeriu Pogorelov     | 26 juni 1967      | 11         | 1     |
| Serghei Rogaciov      | 20 mei 1977       | 10         |       |
| Emil Caras            | 21 december 1967  | 9          |       |
| Vladimir Kosse        | 30 september 1967 | 9          | 1     |
| Marin Spânu           | 18 november 1973  | 8          |       |
| Igor Cuciuc           | 9 augustus 1970   | 7          |       |
| Evgheni Ivanov        | 21 juni 1966      | 7          |       |
| Igor Ovcearenco       | 28 november 1963  | 7          |       |
| Alexei Scala          | 12 april 1965     | 7          | 1     |
| Iurie Scala           | 12 april 1965     | 7          |       |
| Serghei Aleksandrov   | 26 februari 1965  | 6          | 5     |
| Vasile Toloconnicov   | 12 maart 1974     | 6          |       |
| Ivan Tabanov          | 7 augustus 1966   | 5          |       |
| Valeriu Căpățână      | 18 september 1970 | 4          |       |
| Vadim Gavriliuc       | 7 maart 1972      | 4          |       |
| Vitali Maevici        | 3 februari 1976   | 4          |       |
| Iuri Osipenco         | 28 februari 1975  | 4          |       |
| Serghei Parhomenco    | 5 augustus 1973   | 4          |       |
| Lilian Popescu        | 15 november 1973  | 4          |       |
| Ghenadie Pușca        | 22 april 1975     | 4          |       |
| Victor Rusu           | 6 januari 1961    | 4          |       |
| Andrei Stroenco       | 1 december 1971   | 4          |       |
| Vadim Boreț           | 5 september 1976  | 3          |       |
| Valeriu Catană        | 18 maart 1962     | 3          |       |
| Gheorghe Harea        | 3 februari 1966   | 3          | 1     |
| Vladislav Nemeșcalo   | 3 april 1970      | 2          |       |
| Ruslan Roic           | 11 september 1972 | 2          |       |
| Adrian Sosnovschi     | 13 juni 1977      | 2          |       |
| Serghei Botnăraș      | 27 februari 1964  | 1          |       |
| Valeriu Catînsus      | 27 april 1978     | 1          |       |
| Alexandru Covalenco   | 25 maart 1978     | 1          |       |
| Igor Filip            | 1 februari 1973   | 1          |       |
| Serghei Kvasnikov     | 30 juni 1960      | 1          |       |
| Vladislav Lungu       | 10 april 1977     | 1          |       |
| Veaceslav Medvedev    | 5 november 1971   | 1          |       |
| Veaceslav Proțenco    | 31 augustus 1963  | 1          |       |
| Veaceslav Rusnac      | 27 augustus 1975  | 1          |       |
| Petru Sârbu           | 22 december 1963  | 1          |       |
| Sergiu Sârbu          | 15 september 1960 | 1          |       |
| Valentin Lupașcu      | 18 november 1975  | 1          |       |

FMF · A-internationals · Bondscoaches · Moldavisch vrouwenelftal · Moldavië U21 · Moldavië U20 · Moldavië U19 · Moldavië U18 · Moldavië U17 · Moldavië U16
1990 – 1999 ·
2000 – 2009 ·
2010 – 2019 ·
2020 − 2029
1991 · 1992 · 1993 · 1994 · 1995 · 1996 · 1997 · 1998 · 1999 · 2000 · 2001 · 2002 · 2003 · 2004 · 2005 · 2006 · 2007 · 2008 · 2009 · 2010 · 2011 · 2012 · 2013 · 2014 · 2015 · 2016 · 2017 · 2018 · 2019 · 2020 · 2021 · 2022 · 2023 · 2024
Albanië ·
Andorra ·
Armenië ·
Azerbeidzjan ·
Bosnië en Herzegovina ·
Bulgarije ·
Canada ·
Cyprus ·
Denemarken · 
Duitsland ·
El Salvador · 
Engeland ·
Estland ·
Faeröer ·
Finland ·
Frankrijk ·
Georgië ·
Gibraltar ·
Griekenland ·
Hongarije ·
Ierland ·
IJsland ·
Indonesië ·
Israël ·
Italië ·
Ivoorkust ·
Jordanië ·
Kaaimaneilanden ·
Kameroen ·
Kazachstan ·
Kirgizië ·
Kosovo ·
Kroatië ·
Letland ·
Liechtenstein ·
Litouwen ·
Luxemburg ·
Malta ·
Montenegro ·
Nederland ·
Noord-Ierland ·
Noord-Macedonië ·
Noorwegen ·
Oeganda ·
Oekraïne ·
Oostenrijk ·
Polen ·
Portugal ·
Qatar ·
Roemenië ·
Rusland ·
San Marino ·
Saoedi-Arabië ·
Schotland ·
Servië ·
Slovenië ·
Slowakije ·
Tsjechië ·
Turkije ·
Venezuela ·
Verenigde Arabische Emiraten ·
Verenigde Staten ·
Wales ·
Wit-Rusland ·
Zuid-Korea ·
Zweden ·
Zwitserland
CONMEBOL: Bolivia · Chili  · Colombia · Ecuador · Uruguay · Venezuela

UEFA: Albanië · Andorra · Armenië · Azerbeidzjan · België · Bosnië en Herzegovina · Bulgarije · Cyprus · Denemarken · (West-)Duitsland · Duitse Democratische Republiek · Engeland · Estland · Faeröer · Finland · Frankrijk · Georgië · Griekenland · Hongarije · IJsland · Ierland · Israël · Italië · Joegoslavië · Kroatië · Letland · Liechtenstein · Litouwen · Luxemburg · Malta · Moldavië · Nederland · Noord-Ierland · Noord-Macedonië · Noorwegen · Oekraïne · Oostenrijk · Polen · Portugal · Roemenië · Rusland · San Marino · Schotland · Slovenië · Slowakije · Sovjet-Unie/GOS ·  Spanje · Tsjechië · Tsjecho-Slowakije · Turkije · Wales · Wit-Rusland · Zweden · Zwitserland

AFC: Kazachstan

CAF: Madagaskar

CONCACAF: Belize · Canada